# Francesc Femenías i Fábregues

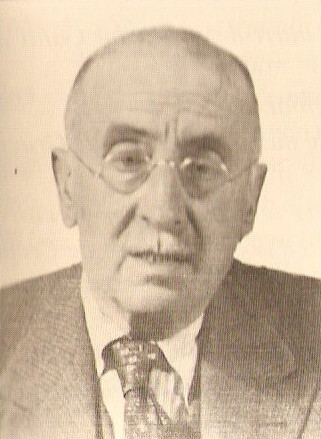
Francesc Femenías y Fábregues.

Francesc Femenías y Fábregas (Mahón, 1870-ibídem, 1938) fue un arquitecto modernista español de la primera mitad del siglo XX.
Obtuvo el título de arquitecto en 1901 y realizó su primer proyecto en diciembre de ese mismo año. Dicho proyecto consistía en la adaptación y reforma de un edificio para Juzgado de Instrucción.
En 1904 es nombrado arquitecto municipal de la ciudad de Mahón, cargo que le permitirá realizar numerosos proyectos de iniciativa pública: Sa Pescadería de Mahón (1927), Escuelas Graduadas «Primo de Rivera», Sa Maestría, Edificio del Depósito de Agua.
Profesor del Instituto y de la Escuela de Artes y Oficios, su estilo arquitectónico cada vez más derivará hacia el modernismo. Junto con el entonces archivero municipal, Francisco Hernández Sanz, inicia un proyecto para el diseño de fachadas de varias casas de Mahón. Producto de esta colaboración serán la fachada de la Farmacia Mir, o la majestuosa fachada modernista de la Casa Mir.
Entre sus obras más representativas encontramos la Casa Martorell, en la Plaza del Príncipe (1909), los Almacenes Cardona, Premio de la Cámara de la Propiedad Urbana (1931), y la Casa del Pueblo. Otros edificios interesantes, son los situados en el Calle Isabel II, Sa Llanada, Carrer de Sant Jordi, S'Arravaleta (Casa Pasarrius) entre otros. Diseña también importantes edificios industriales: Fábrica Codina y La Eléctrica Mahonesa. La obra del arquitecto también llegó al campo menorquín: Llumena Nou es una finca situada en el término municipal de Alayor donde el arquitecto proyectó a principios del siglo XX un casal de tendencias modernistas sobre el antiguo casal menorquín ya existente.
Muere en enero de 1938. Femenías trabajó durante 31 años en Mahón, siendo el único arquitecto. Su labor durante tantos años supuso una transformación profunda de la ciudad, siendo el introductor de todo un puñado de elementos arquitectónicos que han ayudado a cambiar la imagen del núcleo antiguo de la capital menorquina.